# Saint-Martin-Boulogne
Saint-Martin-Boulogne là một xã ở tại tỉnh Pas-de-Calais trong vùng Hauts-de-France của Pháp.

## Địa lý
Saint-Martin-Boulogne nằm ở phía đông Boulogne itself, tại giao lộ của các tuyến đườngN42 và D96.

## Dân số
| 1962                                                         | 1968   | 1975   | 1982   | 1990   | 1999   | 2006   |
| ------------------------------------------------------------ | ------ | ------ | ------ | ------ | ------ | ------ |
| 10,876                                                       | 12,020 | 12,341 | 11,271 | 11,054 | 11,499 | 11,710 |
| Số liệu điều tra dân số từ năm 1962, dân số chỉ tính một lần |        |        |        |        |        |        |

## Địa điểm nổi bật
- Nhà thờ St.Martin, thế kỷ 18.
- Nhà thờ hiện đại Sts.Bernadette và Yde.
- Lâu đài La Caucherie, thế kỷ 19.
- Lâu đài Denacre, thế kỷ 18.